# Jamie Joseph
James Whitinui Joseph, detto Jamie (Blenheim, 21 novembre 1969), è un allenatore ed ex giocatore neozelandese di rugby a 15.
Internazionale per gli All Blacks dal 1992 al 1995 e per il Giappone alla Coppa del Mondo di rugby 1999; è dal 2016 commissario tecnico del Giappone, che fu il primo a condurre alla fase a play-off della Coppa del Mondo

## Biografia
Figlio di Jim Joseph, pilone del Marlborough e All Black anch'egli, Jamie Joseph ha ascendenze Maori per parte di madre, tramite cui è anche parente di Hoani McDonald, altro rugbista.
Esordiente nel 1989 a livello provinciale per Otago, per cui disputò 68 incontri fino al 1995, debuttò nel 1992 negli All Blacks per i quali disputò il suo primo test match a Wellington durante un incontro con il World XV per festeggiare i cent'anni della federazione rugbistica neozelandese.
Prese parte alla Coppa del Mondo di rugby 1995 in cui disputò il suo ultimo incontro per il suo Paese, la finale del torneo contro i padroni di casa del Sudafrica.
Dopo il torneo firmò un contratto professionistico per i Fukukoa Sanix Blues, e dopo tre anni di militanza nel campionato giapponese divenne idoneo anche a rappresentare la federazione a livello internazionale; nel 1999 debuttò quindi per il Giappone per il quale prese anche parte alla Coppa del Mondo in Galles.
Dopo otto stagioni in Giappone Joseph si ritirò dal rugby giocato e passò alla carriera tecnica.
Divenuto allenatore in seconda della squadra provinciale di Wellington nel 2003, tenne l'incarico per quattro stagioni prima di passare alla conduzione in capo; giunse due volte consecutive alla finale del National Provincial Championship e nel 2008 conquistò la Ranfurly Shield contro Auckland.
Nel 2010 fu designato C.T. dei Māori All Blacks e l'anno successivo divenne contemporaneamente allenatore della franchise di Super Rugby degli Highlanders, della provincia di Otago.
Nel maggio 2013 decise di dimettersi dall'incarico dei C.T. dei Māori All Blacks per impossibilità di portare avanti entrambi gli impegni tecnici.